# Blindarkad

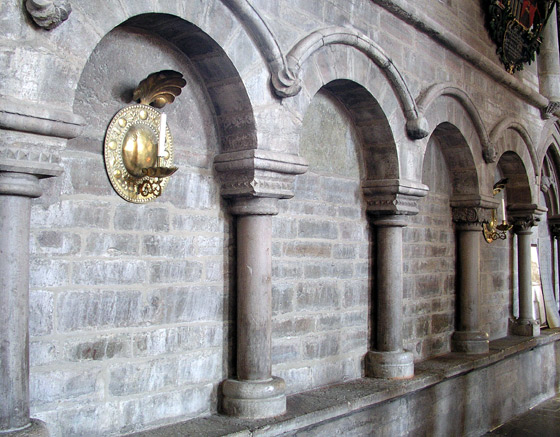
Blindarkad, exempel från Linköpings domkyrka

Blindarkad är ett dekorativt murverk med försänkta, fingerade arkader som förekommer i byggnader som en replik till en egentlig byggnad, öppen arkad.